# Fronte del Basket/Planet Basket
Fronte del Basket/Planet Basket è stata una serie videogiochi di pallacanestro sviluppata da Idoru.
È il primo videogioco ufficiale della Lega Società di Pallacanestro Serie A che permette di utilizzare le squadre del campionato italiano senza dover scaricare patch.

## Storia

### Fronte del Basket
La prima versione del videogioco per PC Fronte del Basket viene presentata ufficialmente il 16 febbraio 2006 in occasione della fase finale della Coppa Italia di pallacanestro maschile 2006. Nel gioco sono disponibili le 18 squadre della Serie A italiana 2005-06, con tutti i giocatori e 8 palazzetti dello sport ricostruiti fedelmente. Le animazioni dei giocatori sono realizzate con tecniche di cattura del movimento su Gianluca Basile.

### Fronte del Basket 2
Nel 2007 è uscita la seconda edizione. Sono presenti sia migliorie alla grafica sia al gameplay; viene migliorata anche la gestione manageriale con l'aggiunta del mercato.

### Fronte del Basket 2007/2008
L'anno successivo esce sul mercato Fronte del Basket 2007/2008. La Idoru si concentra sia sulla grafica sia sul gameplay, ma non trascura la possibilità di modifiche personali da parte dell'utente; viene aggiunto, infatti, un editor del database per modificare squadre, palazzetti, arbitri e giocatori.

### Planet Basket 2008/2009
Il 28 novembre 2008 Fronte del Basket cambia nome in Planet Basket; il seguente gioco, Planet Basket 2008/2009, non è, comunque, una continuazione dei tre giochi precedenti pur mantenendone tutte le caratteristiche. Vengono apportate significative migliorie soprattutto nella giocabilità.

### Planet Basket 2009/2010
Nei primi giorni dell'agosto 2009 la Idoru s.r.l annuncia lo sviluppo di Planet Basket 2009/2010, videogioco che sarà lanciato sul mercato il 27 agosto 2010. Una delle innovazioni sarà lo sviluppo del gioco anche per console Nintendo Wii e Nintendo DS oltre alla classica versione per PC.